# Liste der Baudenkmale in Hagen am Teutoburger Wald
In der Liste der Baudenkmale in Hagen am Teutoburger Wald sind die Baudenkmale der niedersächsischen Gemeinde Hagen am Teutoburger Wald aufgelistet.
| Lage                                             | Bezeichnung                                                               | Beschreibung | ID | Bild           |
| ------------------------------------------------ | ------------------------------------------------------------------------- | ------------ | -- | -------------- |
| Altenhagener Esch 1 52° 12′ 13″ N, 7° 59′ 41″ O  | Wohn-/Wirtschaftsgebäude                                                  |              |    | BW             |
| Am Borgberg 7 52° 11′ 30″ N, 7° 57′ 52″ O        | Backhaus + Wohn-/Wirtschaftsgebäude                                       |              |    | BW             |
| Am Borgberg 15 52° 11′ 26″ N, 7° 58′ 2″ O        | Wohn-/Wirtschaftsgebäude                                                  |              |    | Weitere Bilder |
| Am Borgberg 56/58 52° 11′ 22″ N, 7° 58′ 0″ O     | Wohn-/Wirtschaftsgebäude (Doppelheuerhaus)                                |              |    | Weitere Bilder |
| Am Höhneberg 9 52° 11′ 36″ N, 7° 54′ 54″ O       | Hofanlage                                                                 |              |    |                |
| Am Silberberg 4 52° 12′ 45″ N, 7° 57′ 10″ O      | Wohn-/Wirtschaftsgebäude (Heuerhaus)                                      |              |    | BW             |
| Am Wallenbruch 2 52° 12′ 39″ N, 7° 55′ 53″ O     | Speicher + Wohn-/Wirtschaftsgebäude                                       |              |    | BW             |
| Bahnhofstr. 19 52° 12′ 37″ N, 7° 54′ 32″ O       | Wohn-/Wirtschaftsgebäude                                                  |              |    | BW             |
| Industriestr. 40 52° 12′ 45″ N, 7° 54′ 22″ O     | Wohn-/Wirtschaftsgebäude (Querdielenhaus)                                 |              |    | BW             |
| Beckeroder Platz 5 52° 11′ 45″ N, 7° 58′ 10″ O   | Wohnhaus                                                                  |              |    | BW             |
| Bergstr. 9 52° 11′ 22″ N, 7° 58′ 29″ O           | Scheune + Wohn-/Wirtschaftsgebäude                                        |              |    | Weitere Bilder |
| Bergstr. 10 52° 11′ 19″ N, 7° 58′ 33″ O          | Wohn-/Wirtschaftsgebäude                                                  |              |    | BW             |
| Brückenstr. 1 52° 11′ 59″ N, 7° 59′ 48″ O        | Wohn-/Wirtschaftsgebäude                                                  |              |    | BW             |
| Dorfstr. 2 52° 11′ 50″ N, 7° 58′ 54″ O           | Wohn-/Geschäftshaus (ehem. Gasthaus)                                      |              |    | BW             |
| Dorfstr. 6 52° 11′ 49″ N, 7° 58′ 50″ O           | Wohn-/Wirtschaftsgebäude (ehem. Querdielenhaus heute Wohn-/Geschäftshaus) |              |    | BW             |
| Dorfstr. 8 52° 11′ 49″ N, 7° 58′ 49″ O           | Wohn-/Geschäftshaus (ehem. Gasthaus)                                      |              |    |                |
| Forstweg 7 52° 11′ 16″ N, 8° 0′ 18″ O            | Speicher                                                                  |              |    | BW             |
| Gellenbecker Str. 4 52° 12′ 4″ N, 7° 57′ 9″ O    | Mühle mit Wehr                                                            |              |    | BW             |
| Gretzmanns Esch 1 52° 11′ 3″ N, 7° 56′ 46″ O     | Wohn-/Wirtschaftsgebäude                                                  |              |    | BW             |
| Gretzmanns Esch 3 52° 10′ 54″ N, 7° 56′ 40″ O    | Hofanlage                                                                 |              |    | BW             |
| Heggestr. 1 52° 12′ 6″ N, 7° 59′ 53″ O           | Scheune                                                                   |              |    | BW             |
| Heggestr. 3 52° 12′ 0″ N, 7° 59′ 54″ O           | Wohn-/Wirtschaftsgebäude                                                  |              |    | BW             |
| Holperdorper Str. 34 52° 11′ 26″ N, 7° 56′ 44″ O | Speicher                                                                  |              |    | BW             |
| Hüttenstr. 52° 12′ 6″ N, 7° 59′ 38″ O            | Wegekreuz                                                                 |              |    | BW             |
| Hüttenstr. 26 52° 12′ 11″ N, 7° 59′ 59″ O        | Gutsanlage + Pfortenhaus                                                  |              |    | BW             |
| Iburger Str. 3 52° 11′ 44″ N, 7° 58′ 48″ O       | Gaststätte + Wohnhaus                                                     |              |    | BW             |
| Iburger Str. 30 52° 11′ 6″ N, 7° 59′ 30″ O       | Wegekreuz                                                                 |              |    | BW             |
| Iburger Str. 32 52° 11′ 7″ N, 7° 59′ 42″ O       | Wohn-/Wirtschaftsgebäude                                                  |              |    | BW             |
| Iburger Str. 38 52° 11′ 2″ N, 7° 59′ 53″ O       | Wohn-/Wirtschaftsgebäude                                                  |              |    | BW             |
| Kirchstr. 1 52° 11′ 57″ N, 7° 56′ 25″ O          | Kath. Kirche Mariä Himmelfahrt                                            |              |    | Weitere Bilder |
| Kolpingstr. 12 52° 12′ 10″ N, 7° 55′ 39″ O       | Wohn-/Wirtschaftsgebäude (Heuerhaus)                                      |              |    | BW             |
| Lengericher Str. 22 52° 12′ 45″ N, 7° 55′ 46″ O  | Hofanlage                                                                 |              |    | BW             |
| Lotter Weg 45 52° 11′ 57″ N, 7° 57′ 43″ O        | Hofanlage                                                                 |              |    | BW             |
| Lotter Weg 47 52° 11′ 57″ N, 7° 57′ 38″ O        | Hofanlage                                                                 |              |    | BW             |
| Lotter Weg 56 52° 12′ 38″ N, 7° 56′ 24″ O        | Wohn-/Wirtschaftsgebäude                                                  |              |    | BW             |
| Lotter Weg 57 52° 12′ 35″ N, 7° 56′ 27″ O        | Hofanlage                                                                 |              |    | BW             |
| Lotter Weg 61 52° 12′ 37″ N, 7° 56′ 23″ O        | Wohn-/Wirtschaftsgebäude                                                  |              |    | BW             |
| Martinistr. 2 52° 11′ 48″ N, 7° 58′ 44″ O        | Wohn-/Geschäftshaus                                                       |              |    | BW             |
| Martinistr. 4 52° 11′ 49″ N, 7° 58′ 46″ O        | Ehem. Kirche St. Martinus                                                 |              |    |                |
| Martinistr. 9 52° 11′ 46″ N, 7° 58′ 41″ O        | Altes Pfarrhaus                                                           |              |    | BW             |
| Natruper Str. 21 52° 11′ 49″ N, 7° 58′ 13″ O     | Hofanlage                                                                 |              |    | BW             |
| Natruper Str. 48 52° 11′ 52″ N, 7° 57′ 29″ O     | Wohn-/Wirtschaftsgebäude (Heuerhaus)                                      |              |    | BW             |
| Natruper Str. 50 52° 11′ 48″ N, 7° 57′ 25″ O     | Hofanlage                                                                 |              |    | BW             |
| Neuer Kamp 17 52° 11′ 33″ N, 7° 57′ 56″ O        | Speicher + Wohn-/Wirtschaftsgebäude                                       |              |    | BW             |
| Osnabrücker Str. 37 52° 12′ 19″ N, 7° 59′ 10″ O  | Wohn-/Wirtschaftsgebäude (Heuerhaus)                                      |              |    | BW             |
| Ringstr. 42 52° 12′ 9″ N, 7° 55′ 18″ O           | Hofanlage                                                                 |              |    | BW             |
| Sudenfelder Str. 14 52° 11′ 54″ N, 7° 55′ 44″ O  | Wohn-/Wirtschaftsgebäude                                                  |              |    |                |
| Sudenfelder Str. 16 52° 11′ 41″ N, 7° 55′ 41″ O  | Speicher                                                                  |              |    | BW             |
| Sudenfelder Str. 26 52° 11′ 15″ N, 7° 55′ 52″ O  | Speicher + Wohn-/Wirtschaftsgebäude                                       |              |    | BW             |
| Sudenfelder Str. 28 52° 11′ 8″ N, 7° 55′ 55″ O   | Wohn-/Wirtschaftsgebäude (Heuerhaus)                                      |              |    | BW             |
| Zum Butterberg 1 52° 11′ 48″ N, 7° 56′ 17″ O     | Hofanlage                                                                 |              |    | BW             |
| Zum Butterberg 2 52° 11′ 42″ N, 7° 56′ 20″ O     | Wohn-/Wirtschaftsgebäude (Kotten)                                         |              |    | BW             |
| Zum Jägerberg 19 52° 12′ 6″ N, 7° 58′ 35″ O      | Wohn-/Wirtschaftsgebäude beim Waldfriedhof                                |              |    |                |
| Zum Jägerberg 45 52° 12′ 50″ N, 7° 57′ 44″ O     | Hofanlage + Klause                                                        |              |    | BW             |
| Zum Jägerberg 47 52° 12′ 53″ N, 7° 57′ 43″ O     | Hofanlage                                                                 |              |    | BW             |